# Narenbaolige
Narenbaolige (kinesiska: 那仁宝力格, 那仁宝力格苏木) är en socken i Kina. Den ligger i den autonoma regionen Inre Mongoliet, i den norra delen av landet, omkring 440 kilometer väster om regionhuvudstaden Hohhot.
Genomsnittlig årsnederbörd är 257 millimeter. Den regnigaste månaden är juni, med i genomsnitt 63 mm nederbörd, och den torraste är februari, med 2 mm nederbörd.